# Activity Streams 2.0

Komponenten des Standards

Activity Streams 2.0 (kurz AS2) ist ein 2017 veröffentlichtes offenes Format des W3C, bestehend aus zwei Empfehlungen. Einerseits wurde ein Meta-Modell entwickelt („ActivityStreams Core“ im Bild) – basierend auf JSON-LD –  und damit ein Vokabular zur Beschreibung sozialer Aktivitäten und Handlungen erstellt („ActivityStreams Vocab“ im Bild); andererseits wurde mit der eigentlichen Empfehlung eine Beschreibung zur Nutzung des Vokabulars erstellt.
Es können IRIs verwendet werden und somit auch URIs, da diese eine Teilmenge von IRIs (Obermenge) sind.

## Vokabular
Das Vokabular besteht aus acht Haupttypen (Object, Activity, Collection …) und drei Kategorien abgeleiteter Typen (Activity Types, Actor Types, Object Types).

## Verwendung
Ein Beispiel der Verwendung von AS2 ist ActivityPub. Der Standard ActivityPub baut auf den Konzepten von AS2 auf und definiert weitere Konzepte (Eine „Outbox“ wird z. B. als geordnete Sammlung dargestellt).
Bei ActivityPub wird das AS2-Format genutzt, um, zusätzlich zur Repräsentation von verschiedenen Aktivitäten und Objekten aus dem sozialen Bereich, auch eine allgemeine Beschreibung der Interaktion von Client und Server, sowie von Server und Server zu erstellen. Dadurch wurde eine Implementierungsspezifikation geschaffen, um soziale Interaktionen dezentral abzubilden.